# Мичико
Нейно Императорско Величество, императрица Мичико (на японски: Ко:го: Мичико (皇后美智子 Kōgō Michiko)), по рождение Мичико Шода (на японски: Шо:да Мичико (正田美智子 Shōda Michiko); * 20 октомври 1934 г.), е съпругата на японски император Акихито (1986 – 2019). Тя е първата японка без аристократичен произход, която става част от японското императорско семейство. В историята на Япония Мичико става най-разпознаваемата и най-много пътувалата японска императрица.

## Произход и образование
Императрица Мичико е родена в Токио на 20 октомври 1934 г. като Мичико Шода. Тя е дъщеря на едрия индустриалец Хидесабуро Шода, президент на Nisshin Flour Milling Company, и съпругата му Фумико Соиджима. Първоначално Мичико учи в началното училище Футуба в Токио, но американските бомбардировки над града по време на Втората световна война прекъсват образованието ѝ. Едва след края на войната Мичико отново започва да посещава училище и завършва основното си и гимназиалното си образование в католическото училище Сейшин (Светото сърце) в Токио.
През 1957 г. Мичико придобива и бакалавърска степен по английска литература от университета на Светото сърце в Токио. Освен това Мичико посещава курсове в Оксфорд и Харвард.

## Брак с Акихито
През август 1957 г. Мичико Шода се запознава Акихито, тогава кронпринц, на тенис корт в Каруизава. На 27 ноември 1958 г. Имперският дворцов съвет официално одобрява годежа на кронпринца и Мичико. Церемонията по бракосъчетанието им е извършена на 10 април 1958 г. Бракът на Акихито и Мичико се оказва нарушение на вековната традиция, според която членовете на императорското семейство си взимат за съпруги жени само от аристократичен произход. Бракът на престолонаследника скандализира традиционалистите в японското общество и поради факта, че Мичико произхожда от католическо семейство. Разпространява се дори слухът, че самата императрица Коджун е отрицателно настроена към избора на сина си.
Мичико и съпругът ѝ още веднъж нарушават дворцовите традиции, като решават сами да отгледат и възпитават децата си, вместо да ги оставят на грижите на придворните гувернанти.

## Императрица на Япония
Съпругът на Мичико става император на Япония след смъртта на баща си – стария император Нарухито, на 7 януари 1989 г. Официалната коронация на новия император и съпругата му е извършена в императорския дворец в Токио на 12 ноември 1990 г.
В Япония от императрицата се очаква да бъде въплъщение на идеалите за скромност и благоприличие. Самата Мичико демонстрира силно чувство за дълг, което я прави изключително популярна сред японското общество.
Още като кронпринц и принцеса на Япония Акихито и Мичико посещават 37 държави из целия свят. След възцаряването си двойката прави още единадесет посещения извън граница. Освен посещенията в чужбина, сред основните задължения на императрицата е участието в множество церемонии във и извън императорския дворец, посещения на благотворителни и културни събития и прием на държавни гости. Само през 2007 г. императрица Мичико присъства на 300 срещи. Освен това императрицата придружава съпруга си и на множество религиозни церемонии.

## Деца
Мичико и император Акихито имат три деца:
- принц Нарухито (р. 23 февруари 1960);
- принц Акишино (р. 30 ноември 1965);
- принцеса Саяко (р. 18 април 1968);